# Crvena Jabuka (Ub)
Crvena Jabuka (srbsky Црвена Јабука, česky doslova Červená Jablka) je vesnice v středo-západní části Srbska, administrativně spadající pod opštinu Ub. Rozkládá se na komunikaci mezi městy Ub a Obrenovac, v rovinaté krajině. V roce 2011 zde žilo 558 obyvatel. Nadmořská výška vesnice činí okolo sto  metrů.
Z národnostního hlediska je obyvatelstvo většinově srbské národnosti (cca 99 %).
Vesnice se rozkládá okolo výše zmíněné silnice. Východně od ní vede Dálnice A2 (tzv. dálnice Miloše Obrenoviće – Miloš Veliki). Mimo to okolo vesnice vede i dálkové vedení vysokého napětí. Zástavba vesnice je rozdělena na dvě části řekou Tamnava; zástavba je vzdálena od vodního toku a soustředěna do dvou celků. Vesnice má vlastní pravoslavný chrám sv. Petky a také fotbalové hřiště týmu FK Crvena Jabuka.